# Star Search
Star Search è stato uno dei primi talent show statunitensi. È andato in onda nelle stagioni televisive dal 1983 al 1995 e dal 2003 al 2004. 
Nei primi 12 anni di trasmissione è stato condotto da Ed McMahon, mentre nel 2003/2004 è stato presentato da Arsenio Hall.
Si poneva come obiettivo di scoprire per ogni edizione un concorrente particolarmente talentuoso nel campo della musica e della recitazione.
Tra i partecipanti diventati in seguito noti personaggi della musica figurano Christina Aguilera, Britney Spears, Justin Timberlake e Bill Kaulitz.